# 우리의 맹세
우리의 맹세(우리의 盟誓) 또는 우리의 맹서는 1949년 7월에 대한민국 문교부가 제정한 맹세이다. 우리의 맹세는 교과서는 물론 모든 서적 뒤에 빠짐없이 인쇄되었고 각급 학교 학생들은 모두 이를 암기해야만 했다. 1960년 4.19 혁명을 계기로 이승만 정권이 붕괴되면서 폐지되었다.

## 전문
1. 우리는 대한민국의 아들 딸, 죽음으로써 나라를 지키자.
2. 우리는 강철같이 단결하여 공산침략자를 쳐부수자.
3. 우리는 백두산 영봉에 태극기 날리고 남북통일을 완수하자.

## 같이 보기
- 황국신민서사